# 里奥尔日
里奥尔日（法語：Riorges，法語發音：[ʁjɔʁʒ]）是法国卢瓦尔省的一个市镇，位于该省北部，属于罗阿讷区。

## 地理
里奥尔日（46°2'34"N, 4°2'26"E）面积15.51 平方千米，位于法国奥弗涅-罗讷-阿尔卑斯大区卢瓦尔省，罗阿讷市区西部，是罗阿讷城市公共社区的一部分。
与里奥尔日接壤的市镇（或旧市镇、城区）包括：维勒雷、马布利、乌什、普伊莱诺南、罗阿讷、圣莱热叙罗阿讷、圣罗曼拉莫特。
里奥尔日的时区为UTC+01:00、UTC+02:00（夏令时）。

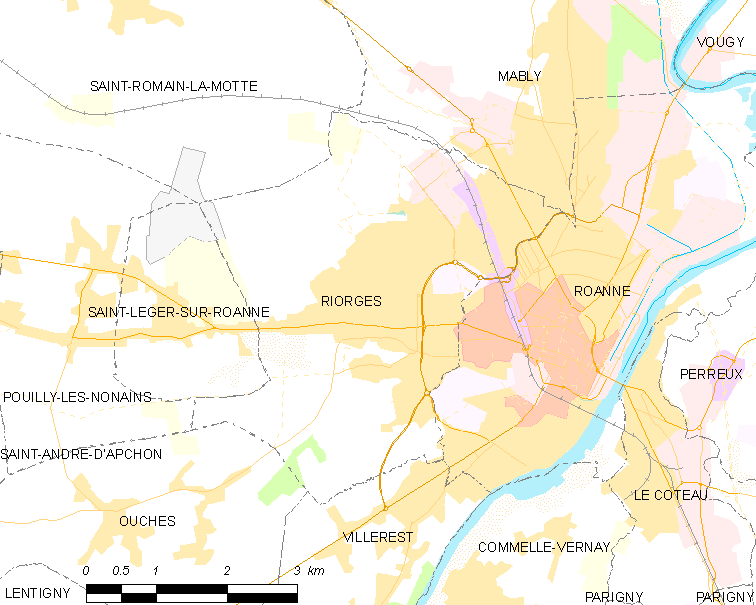
里奥尔日的OSM定位图

## 行政
里奥尔日的邮政编码为42153，INSEE市镇编码为42184。

## 政治
里奥尔日所属的省级选区为罗阿讷第二县。

## 交通
罗阿讷公交2路可直达里奥尔日。

## 人口

1962-2008年间里奥尔日人口变化图示

里奥尔日于2022年1月1日时的人口数量为11034人。